# Spencer (film)
Spencer – brytyjsko-niemiecko-amerykańsko-chilijski film biograficzny z 2021 roku w reżyserii Pabla Larraína. Zdjęcia kręcono w Londynie oraz na terenie niemieckich landów Nadrenia Północna-Westfalia (Dülmen, pałac Nordkirchen) i Hesja (zamek Kronberg).

## Fabuła
W grudniu 1991 brytyjska rodzina królewska przygotowuje się do spędzenia świąt Bożego Narodzenia w posiadłości Sandringham House w Norfolk. Wśród uczestników jest Diana (księżna Walii), której małżeństwo z Karolem przeżywa kryzys. Jego przyczyną jest romans księcia z Kamilą  Parker Bowles...

## Obsada
- Kristen Stewart jako księżna Diana[2]
- Jack Farthing jako książę Karol[1]
- Sally Hawkins jako Maggie, garderobiana
- Timothy Spall jako major Alistar Gregory
- Sean Harris jako Darren szef kuchni
- Richard Sammel jako książę Filip
- Amy Manson jako Anna Boleyn
- Olga Hellsing jako Sara Ferguson
- Thomas Douglas jako Edward Spencer

## Linki zewnętrzne

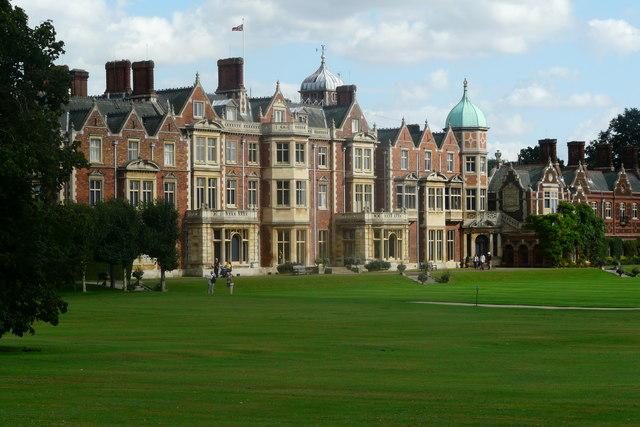
Sandringham House miejsce akcji